# Avenue de la Garenne
L'avenue de la Garenne est une voie de la commune de Nancy, comprise au sein du département de Meurthe-et-Moselle, en région Lorraine.

## Situation et accès
L'avenue de la Garenne, d'une direction générale nord-ouest sud-est, est située au sud du ban communal de Nancy ; elle appartient administrativement au quartier Mon Désert - Jeanne d'Arc - Saurupt - Clemenceau, en Lorraine.
Elle relie l'avenue du Général-Leclerc à la rue Jeanne-d'Arc, en croisant notamment le boulevard Jean-Jaurès.

## Origine du nom
Cette voie conduisait à la forêt domaniale de la Garenne.

## Historique
Ancien chemin public, naguère encore bordé de hauts peupliers et conduisant à la forêt domaniale de la Garenne où les ducs de Lorraine chassaient le lapin. Il était très fréquenté de la population nancéienne, qui, jusqu'au XVIIIe siècle, allait y prendre ses ébats
dominicaux.
À l'emplacement de ce bois, on établit le Champ de Mars et l'on bâtit la campagne de Sainte-Marie, dont les constructions furent érigées en fief par le duc Léopold, en faveur des Jésuites de Nancy.
C'est le 7 février 1867 que ce chemin rural fut nommé Avenue de la Garenne, jusqu'à la propriété Sainte-Marie. Plus tard, il se prolongea jusqu'au Champ de Mars et à la rue du Sergent-Blandan.